# Pełzakowica

Cykl życia pasożyta

Pełzakowica, inaczej ameboza (łac. amoebosis, entamoebosis) – pasożytnicza choroba inwazyjna przewodu pokarmowego wywoływana przez pierwotniaka z rodziny Entamoebidae – Entamoeba histolytica. Choroba może mieć różny przebieg – od zakażenia bezobjawowego, poprzez zakażenie z różnie nasilonymi objawami klinicznymi (od łagodnej biegunki do dyzenterii), choroba przewlekła z przemiennymi okresami remisji i zaostrzeń, do postaci pozajelitowej z tworzeniem ropni. Nieleczona pełzakowica (szczególnie ostra postać jelitowa) może skończyć się zgonem.

## Epidemiologia
Światowa Organizacja Zdrowia (WHO) notuje rocznie 40-50 milionów przypadków zachorowań spowodowanych przez tego pełzaka. Jednocześnie rocznie notowanych jest ok. 100 000 zgonów spowodowanych zachorowaniem na pełzakowicę. WHO ocenia, że ok. 10% populacji świata jest zarażona albo Entamoeba histolytica lub Entamoeba dispar; w zależności regionu geograficznego i stanu higieny w endemicznych regionach tropikalnych i subtropikalnych aktywnie zarażonych (wydalających cysty) jest od 1–40% ludności.

### Droga zakażenia
Człowiek jest głównym żywicielem i rezerwuarem E. histolytica.
Do zakażenia dochodzi najczęściej drogą pokarmową, poprzez połknięcie cyst pierwotniaka wraz z pożywieniem. Cysty Entamoeba histolytica są oporne na stężenie chloru stosowanego w sieciach wodociągowych, stosunkowo długo mogą pozostawać na powierzchni owoców i warzyw jedzonych w postaci surowej. Mimo iż pasożyt ten występuje na terenie całej kuli ziemskiej, szczególnie narażone na zakażenie są osoby podróżujące do obszarów endemicznych, czyli strefy tropikalnej oraz subtropikalnej.

## Postacie choroby
- Bezobjawowe przewlekłe wydalanie cyst z kałem
- Ostra pełzakowica jelitowa (czerwonka amebowa) – charakteryzująca się kolkowymi bólami brzucha, biegunką z dużą ilością śluzu oraz krwią w kale, nudnościami, wzdęciami oraz podwyższoną temperaturą ciała. Ze strony jamy brzusznej można zidentyfikować szeroki wachlarz objawów: od niewielkiej tkliwości do bardzo nasilonych bólów z objawami ogólnej toksemii. W morfologii krwi stwierdza się leukocytozę.
- Przewlekła pełzakowica jelitowa – przypomina chorobę zapalną jelit manifestującą się okresową biegunką z domieszką krwi i śluzu, objawami nadwrażliwości jelit, chudnięciem, niedokrwistością, stanami podgorączkowymi.
- Amoeboma (ziarniniaki w kątnicy, pełzakowy guz okrężnicy) – powstaje na tle przewlekłego pełzakowego zapalenia błony śluzowej. Może powodować niedrożność kątnicy, a w badaniach (fizykalnym i radiologicznym) dawać obraz podobny do raka kątnicy.
- Ropień pełzakowy (pełzakowy ropień wątroby) – powstaje jako ropień przerzutowy z jelita grubego. Może wystąpić mimo braku wcześniejszych objawów jelitowych. Najczęściej tworzy się w wątrobie. Może wystąpić także w opłucnej, osierdziu, wszczepić się w uszkodzoną skórę brzucha lub krocza. Objawy to ból lub uczucie ucisku w okolicy ropnia, gorączka, dreszcze, osłabienie i utrata masy ciała.

## Diagnostyka

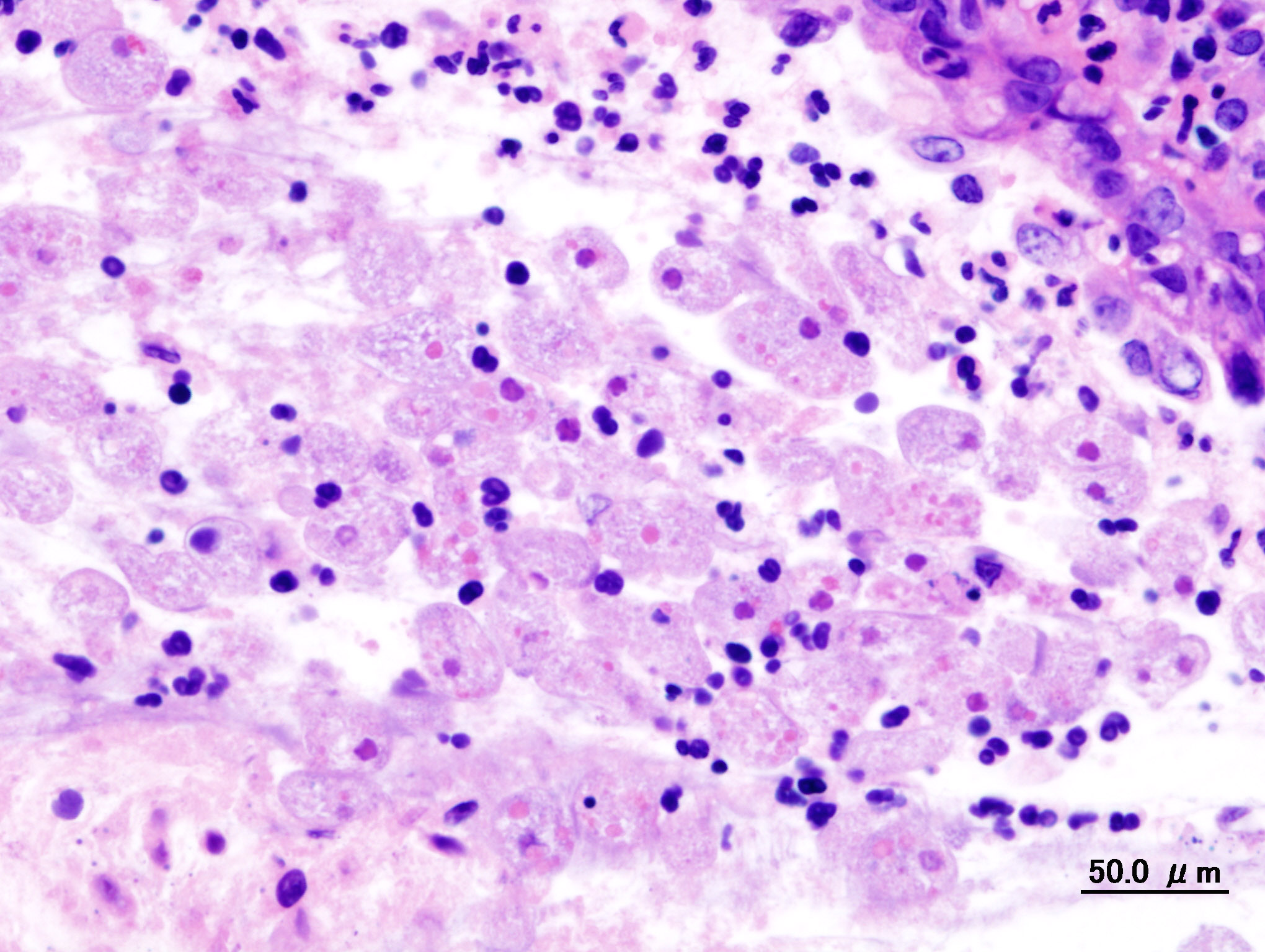
Czerwonka amebowa rozpoznana w wycinku z okrężnicy

W celu diagnostyki laboratoryjnej zakażenia pełzakiem czerwonki wykonuje się preparaty (bezpośrednie oraz barwione) kału, w których metodą mikroskopową poszukuje się cyst Entamoeba histolytica.
Do potwierdzenia zakażenia pełzakiem czerwonki konieczne jest również badanie materiału genetycznego pierwotniaka; wykazano bowiem, iż istnieją inne gatunki pełzaków: Entamoeba dispar i Entamoeba moschkovskii, które są morfologicznie i mikroskopowo identyczne z E. histolytica, lecz nie są patogenne i zakażenie nimi nie wymaga leczenia.
W Polsce badanie materiału genetycznego pierwotniaka (metodą PCR) wykonuje Zakład Parazytologii Instytutu Medycyny Morskiej i Tropikalnej w Gdyni Gdańskiego Uniwersytetu Medycznego.

## Pełzakowica w Polsce
Każdy przypadek rozpoznania i leczenia pełzakowicy musi być zgłoszony do Państwowej Inspekcji Sanitarnej. Osoby wracające do Polski po pobycie w krajach strefy tropikalnej i subtropikalnej obowiązkowo powinny wykonać badania parazytologiczne, m.in. w kierunku pełzakowicy.
W 2007 roku stwierdzono 19 przypadków pełzakowicy.

## Leczenie
W leczeniu wykorzystuje się obecnie związki chlorochiny, emetyny, hydroksychinoliny, pochodne imidazolowe (metronidazol, tynidazol), paromomycynę i inne leki przeciwpierwotniakowe. Czerwonkę pełzakową, nieczerwonkowy nieżyt jelita i ropnie pełzakowe leczy się tynidazolem doustnie. W przypadkach ostrych podaje się dehydroemetynę domięśniowo. W przypadkach jelitowych podejrzanych o dodatkowe zakażenie bakteryjne dodaje się tetracyklinę. W ropniach wątrobowych można dodatkowo stosować chlorochinę. Niektórzy uważają, iż duże ropnie wątrobowe wymagają opróżnienia przez nakłucie z uwagi na grożącą perforację lub zakażenie bakteryjne.

## Zapobieganie
- Badania kału (szczególnie osób wyjeżdżającym i powracającym ze strefy tropikalnej i subtropikalnej).
- Dezynfekcja urządzeń sanitarnych.
- Przestrzeganie higieny osobistej.
- Ochrona wody przed stycznością z odchodami (szamba z dala od wody pitnej).
- Picie wody przegotowanej.
- Ochrona przed muchami i innymi owadami, np. osami.

## Rys historyczny
Choroba znana już w starożytności. Pierwszy opisał ją jako chorobę śmiertelną Hipokrates podając przypadek chorego z biegunką krwistą i gorączką. Następnie informacje o tej chorobie pojawiają się w Starym Testamencie oraz w pismach Huang Ti.

## Klasyfikacja ICD10
| kod ICD10     | nazwa choroby                   |
| ------------- | ------------------------------- |
| ICD-10: A06   | Pełzakowica, Ameboza            |
| ICD-10: A06.0 | Pełzakowa czerwonka ostra       |
| ICD-10: A06.1 | Pełzakowica jelitowa przewlekła |
| ICD-10: A06.4 | Pełzakowy ropień wątroby        |